# Ахмедов, Садриддин Алиханович
Садридди́н Алиха́нович Ахме́дов (каз. Садриддин Әлиханұлы Ахметов; род. 31 января 1998, Жетысай, Южно-Казахстанская область, Казахстан) — непобеждённый казахстанский боксёр-профессионал, выступающий в первой средней и первой средней весовых категориях.
Чемпион мира среди молодёжи (2016) в любителях. 
В профи — чемпион мира среди молодёжи по версии WBC Youth World (2019), чемпион WBC Asia (2019) и чемпион WBA Continental (2021), NABF (2021), WBC Francophone (2021) в первом среднем весе

## Биография
Родился 31 января 1998 года в Южно-Казахстанской области, в небольшом городке Жетысай. Помимо него в семье есть ещё четыре сестры. Редким именем его назвала родная тётя по линии отца Алимхана. Садриддин в переводе с арабского означает «Гордость Ислама». Происходит из рода ходжа.
В 2015 году во время открытия ежегодного международного турнира в Караганде памяти Галыма Жарылгапова перчатки с собственным автографом юному Ахмедову вручил в подарок легендарный американский боксёр Рой Джонс-младший, частенько посещающий Казахстан. По словам Садриддина, эти перчатки стали его талисманом и непременно принесут ему удачу.

## Любительская карьера
В 10-летнем возрасте попал к заслуженному тренеру РК Маулету Ибраевичу Мустафину. В школьные годы Ахмедов выиграл ряд различных турниров, а затем был вызван в молодёжную сборную Казахстана.
В ноябре 2016 года стал чемпионом на Молодёжном чемпионате мира в Санкт-Петербурге (Россия), победив в финале украинца Павла Гулу. И был признан лучшим молодым боксёром года в Казахстане.
19-летний боксёр был приглашён во взрослую сборную Казахстана, где начал соперничать с олимпийским чемпионом-2016 Данияром Елеусиновым и призёром чемпионата мира-2017 Аблайханом Жусуповым за право быть первым номером в «казахском» весе до 69 килограммов.
В апреле 2017 года выиграл в этом весе престижный Кубок Короля в Бангкоке (Таиланд), причём серебряный призёр Олимпийских игр 2016 в Рио-де-Жанейро узбек Шахрам Гиясов не вышел на финальный бой с ним.
В июне 2017 выиграл Кубок Президента Казахстана в Астане, победив в финале узбека Бобо-Усмона Батурова, который через год стал чемпионом Летних Азиатских Игр в Джакарте, обыграв в финале другого казахского боксёра Асланбека Шымбергенова.

## Карьера в профи
В октябре 2017 года Ахмедов решил перейти в профессионалы. Он подписал контракт с канадской промоутерской компанией Eye of the Tiger Managament в рядах которой выступают другие казахские боксёры Батыр Джукембаев, Абылайхан Хусаинов и Нурзат Сабиров.
Дебютировал на профи-ринге 7 апреля 2018 года в Центре Видеотрон (Квебек-сити, Канада) и нокаутировал мексиканца Тони Баррераса (1-1, 1 КО) по прозвищу Tiburón (Акула) на 31 секунде боя. И тут же получил прозвище — Артуро Гатти за свой агрессивный стиль боя.
2 бой — 26 мая он там же победил аргентинца Ариеля Алехандро Зампедри (9-3, 9 КО) по прозвищу El Toro (Бык) нокаутом через 1 мин. 24 сек.
3 бой — оппонентом 16 июня стал опытный мексиканец 38-летний Густаво Гарибай (13-10-2, 5 КО), по прозвищу Vitaminas (Витамин), проигравший техническим нокаутом в пятом из шести раундов.
4 бой — 13 октября Садриддин в рамках андеркарда вечера бокса в канадском Квебеке уложил 29-летнего мексиканца Хесуса Хавьера Мендосу (7-5-1, 6 КО) по прозвищу Zurdo (Левша) за 57 секунд.
5 бой — 24 ноября отправил в нокаут ещё одного мексиканца Хосе Франсиско Зунигу (14-11-2, 5 КО) по прозвищу Pepito во втором раунде из 6 запланированных.
6 бой — 14 декабря в Эдмонтоне (Канада) пал очередной мексиканец Элиуд Мелендес Роча (14-10-2, 7 КО) по прозвищу Morro (Носатый). Бой опять завершился досрочно на 82 секунде первого из 8 раундов.
7 бой — 24 января 2019 года в первом титульном бою за звание «молодёжного» чемпиона мира по версии WBC  выиграл техническим нокаутом в четвертом раунде у 22-летнего Абрахама Хуареса (Мексика) (13-1, 5 KO) по прозвищу Питбуль. Бой прошёл в рамках вечера бокса в канадском Монреале и был рассчитан на 10 раундов.
8 бой — 24 марта 2019 года провёл на вечере профи-бокса в Алматы. Соперником казахстанца был боец из Индонезии Джон Руба (17-5-1, 9 КО) по прозвищу Fox (Лиса). На кону стоял вакантный титул чемпиона по версии WBC Asia в первом среднем весе. Поединок прошёл все десять раундов и завершился уверенной победой Ахмедова единогласным решением судей. Но, как оказалось, Ахмедов сломал руку в этом бою и выбыл из строя на три месяца.
9 бой — 29 июня 2019 года в Канаде с 33-летним мексиканцем Даниелем Вега Кота (14-3-1, 11 KO) по прозвищу El Muñeco (Кукла) и нокаутировал того через 90 секунд.
10 бой — 26 октября 2019 года в канадском Квебеке прошел вечер бокса соперником Ахмедова был опытный мексиканец Джонни Наваррете по прозвищу «Ковбой». Садриддин уверенно боксировал против 31-летнего спортсмена и смог одержать победу техническим нокаутом. Наваррете не вышел на последний раунд.
11 бой — 7 декабря 2019 года в канадском Монреале состоялся вечер бокса с участием казахстанского боксера Садриддина Ахмедова. С первого раунда Садриддин захватил инициативу, был более активен, точен и напорист. Аргентинец Хосе Вильялобос по прозвищу «Цунами» не знал, что противопоставить казахстанцу. В 7-м раунде Садриддин отправил Хосе в нокаут ударом справой.
12 бой — 30 января 2021 года в Мексиканском Куэрнаваке состоялся вечер бокса против Нидерландца Стивен Даньо по прозвищу «Избранный». Бой был запланирован на десять раундов и продлился всю дистанцию. Ахмедов считался однозначным фаворитом и подтвердил это, выиграв единогласным решением судей. Для идущего без поражений казахстанца эта победа — 12-я в профи при десяти досрочных. Ахмедов в первый раз дрался в Мексике. Предыдущие десять поединков он провел в Канаде и еще один — в Казахстане.
13 бой — 25 декабря 2022 года на вечере бокса в Алматы Садриддин одержал уверенную победу над 40-летним из ЮАР Нкулулеко Мхлонго (23-10-1, 18 КО) по прозвищу «Бульдог», который не вышел на второй раунд после четырех нокдаунов в первом.
14 бой — 31 августа 2024 года дебютировал в США проведя бой после простоя связанного с визовыми проблемами. Перед этим боем начал сотрудничество с промоутером Томом Леффлером. В Санта-Инесе, штат Калифорния нокаутировал местного Антонио Тодда (17-11, 9 КО). Тодд обладая преимуществом в габаритах пытался держать казаха на дистанции, но удержать не смог, мощной двойкой заставляя взять колено. После продолжения Ахмедов добивая Тодда у канатов, останавливает бой. КО1. Бой был в среднем весе.
15 бой — 13 декабря в Калифорнии (Санта-Инесе) возглавил боксерское шоу против элитного гейткипера нигерийского происхождения Рафаэль Игбокве (17-5, 7 КО). К поединку готовился с новым тренером Абелем Санчесом. Ахмедов поддавливал и работал по корпусу,  соперник контратаковал и пятился назад с одиночными ударами. Садриддин выступал инициатором зрелищного открытого бокса. Игбокве часто принимал предложения открытого бокса  тоже имел свои моменты в разменах. В 4-м раунде Садриддин даже получил сечку левого глаза. К шестому раунду бой стал  односторонним, небольшая активность от соперника получилась только в концовке. Таким образом нигериец решил "украсть" раунд. В 7-м раунде потряс соперника затяжной серией мощных ударов до состояния гроги Рафаэля. Рефери увидев это максимально своевременно остановил бой. 
16 бой —19 апреля 2025 года в Коммерсе (штат Калифорния, США) в рамках очередного шоу от промоутера Тома Леффлера сразился с мексиканцем Элиасом Эспадасом (23-6, 16 КО). Бой неожиданно закончился ничьей большинством голосов (MD). Садриддин начал не спешно, донес пару левых боковых которые пришлись в мексиканскую цель. Эллиас избрал нетипичный для мексиканцев стиль бокса - качественная работа вторым номером и эффективность на ногах. Тренер мексиканца Мэнни Роблес очень грамотно построил тактику своего бойца - отличное передвижение по рингу, высокий воркрейт. Ахмедов был заточен на нокаут и его активная работа по корпусу направленная на замедление мексиканца не сработала. К последним раундам стало очевидно, бой максимально спорный, что и выдали на своих картах двое судей: 95-95, третий Джек Рисс, насчитал 96-94 в пользу чуть более агрессивного казаха.

## Таблица профессиональных поединков
В таблице перечислены результаты всех поединков боксёров.
В каждой строке указан результат поединка. Дополнительно номер поединка обозначен цветом, который обозначает итог поединка. Расшифровка обозначений и цветов представлена в нижеследующей таблице.
| Пример | Расшифровка                     |
| ------ | ------------------------------- |
|        | Победа                          |
|        | Ничья                           |
|        | Поражение                       |
|        | Планируемый поединок            |
|        | Поединок признан несостоявшимся |
| КО     | Нокаут                          |
| ТКО    | Технический нокаут              |
| PTS    | Решение судей (по очкам)        |
| UD     | Единогласное решение судей      |
| MD     | Решение большинства судей       |
| SD     | Раздельное решение судей        |
| RTD    | Отказ от продолжения боя        |
| DQ     | Дисквалификация                 |
| NC     | Поединок признан несостоявшимся |

| Бой | Рекорд   | Дата            | Соперник                            | Место боя                                              | Результат        | Комментарии |
| --- | -------- | --------------- | ----------------------------------- | ------------------------------------------------------ | ---------------- | --- |
| 14  | 14(12)-0 | 15 декабря 2024 | Рафаэль Игбокве (17-5)              | Chumash Casino, Santa Ynez, Калифорния, США            | TKO 7 (10)       | Технический нокаут в 7 раунде                                                                                   |
| 13  | 13(11)-0 | 25 декабря 2022 | Нкулулеко Мхлонго (23-10)           | Саду Арена, Алматы, Казахстан                          | TKO 1 (10)       | Техническим нокаутом в 1 раунде                                                                                 |
| 12  | 12(10)-0 | 30 января 2021  | Стивен Даньо (17-3-3)               | Куэрнавака, Мексика                                    | UD 10 (10)       | Завоевал 3 титула чемпиона WBA Continental, NABF, WBC Francophone в первом среднем весе                         |
| 11  | 11(10)-0 | 7 декабря 2019  | Хосе Антонио Вильялобос (34-419 КО) | Montreal Casino, Монреаль, Канада                      | ТКО 7 (10)       | В 7-м раунде нокаут.                                                                                            |
| 10  | 10 (9)-0 | 26 октября 2019 | Джонни Наваррете (33-15-2)          | Центр Видеотрон, Квебек-сити, Канада                   | ТКО 7 (8)        | Технический нокаут в 7 раунде                                                                                   |
| 9   | 9 (8)-0  | 29 июня 2019    | Даниель Вега Кота (14-3-1)          | Стейд Дежардин, Тетфорд Майнс, Квебек, Канада          | ТКО 1 (10), 1:30 | Технический нокаут в 1 раунде                                                                                   |
| 8   | 8 (7)-0  | 24 марта 2019   | Йоханес Руба (17-5-1)               | Алматы Арена, Алматы, Казахстан                        | UD 10 (10)       | Завоевал WBC Asian Boxing Council Super Welterweight Title, выиграл единогласным решением судей, но сломал руку |
| 7   | 7 (7)-0  | 26 января 2019  | Абрахам Хуарес (13-1)               | Montreal Casino, Монреаль, Канада                      | TKO 4 (10)       | Завоевал WBC Youth World Super Welterweight Title, выиграл техническим нокаутом в 4 раунде                      |
| 6   | 6 (6)-0  | 14 декабря 2018 | Элиуд Мелендес Роча (14-10-2)       | Shaw Conference Centre, Эдмонтон, Канада               | TKO 1 (8)        | Технический нокаут во 1 раунде                                                                                  |
| 5   | 5 (5)-0  | 24 ноября 2018  | Хосе Франсиско Зунига (14-11-2)     | Le Centre Financiere Sun Life, Римуски, Квебек, Канада | KO 2 (6),        | В 2-м раунде нокаут.                                                                                            |
| 4   | 4 (4)-0  | 13 октября 2018 | Хесус Хавьер Мендоса (7-5-1)        | Montreal Casino, Монреаль, Канада                      | TKO 1 (6), 0:57  | Техническим нокаутом в 1 раунде                                                                                 |
| 3   | 3 (3)-0  | 16 июня 2018    | Густаво Гарибай (13-10-2)           | Центр Жерве Авто, Шавиниган, Квебек, Канада            | TKO 5 (6)        | Техническим нокаутом в 1 раунде                                                                                 |
| 2   | 2 (2)-0  | 26 мая 2018     | Ариель Алехандро Зампедри (9-3)     | Центр Видеотрон, Квебек-сити, Канада                   | KO 1 (4), 1:24   | Нокаут в 1 раунде                                                                                               |
| 1   | 1 (1)-0  | 7 апреля 2018   | Тони Баррерас (1-1)                 | Центр Видеотрон, Квебек-сити, Канада                   | KO 1 (4), 0:31   | Профессиональный дебют, нокаут в 1 раунде                                                                       |

## Семья
3 августа 2019 года Садриддин женился на бывшей солистке казахстанской женской группы «KeshYou» Акбота Курмангали.